# Intervention (juridik)
Intervention avser i juridiska sammanhang deltagande av tredje man i en rättegång såsom part eller likställd. Detta är i första hand aktuellt i tvistemål. Den som intervenerar betecknas intervenient.
Möjligheten till intervention har sin grund i romersk rätt och finns i dag bland annat i Frankrike, Storbritannien, Sverige och Tyskland.

## Sverige
Intervention regleras i Sverige i Rättegångsbalken.
I 1734 års rättegångsbalk förekom begreppen huvudintervention och biintervention. I 1942 års rättegångsbalk benämndes huvudintervention om till mellankommande part och biintervention ombenämndes till intervention.